# Janovský potok (přítok Metuje)
Janovský potok je levostranný přítok Metuje v podhůří Orlických hor. Dříve byl nazýván též Sepským. Pramení pod výšinou Krahulec nedaleko Janova v nadmořské výšce 580 m, protéká Ohnišovem a Spy a v Novém Městě nad Metují se pod bývalou tvrzí Budín v Krčíně vlévá do Metuje.
Potok vytváří na celém svém toku zaříznuté údolí se zalesněnými svahy, kterým vede červená turistická značka. Na horním toku napájí Koutecký rybník u Bystrého. Na středním toku u obce Zákraví byla v roce 1967 vybudována stejnojmenná přehrada s původně závlahovým účelem, dnes však slouží převážně k rybolovu a rekreaci. Výtok z přehrady je upraven do podoby umělého vodopádu. Mezi Zákravím a Spy se v údolí nachází louka Husí krk se stejnojmennou studánkou a pozůstatky vojenské střelnice. Potok před tímto místem vytváří i cca 200 m dlouhou soutěsku ve fylitových horninách, kterou lze překonat pouze díky nainstalovaným lávkám.
Rybářsky patří potok do revíru Metuje 2.